# آتیلا ویگ
آتیلا ویگ (انگلیسی: Attila Végh؛ زادهٔ ۹ اوت ۱۹۸۵) ورزشکار هنرهای رزمی ترکیبی اهل اسلواکی است.
از باشگاه‌هایی که در آن بازی کرده‌است می‌توان به اوکتاگون اشاره کرد.